# Friedrich Schmidt-Knatz
Friedrich Albert Schmidt-Knatz, auch Fritz Schmidt-Knatz, (* 29. April 1873 in Frankfurt am Main; † 23. Februar 1950 ebenda) war ein deutscher Justizrat, Bankdirektor und Mitglied der Bekennenden Kirche.

## Leben
Friedrich Schmidt-Knatz wurde als Sohn des Architekten und Politikers Christian Schmidt-Knatz (1844–1891) geboren. Nach dem Besuch der Frankfurter Musterschule und dem Abitur am Lessing-Gymnasium absolvierte er ein Studium der Rechtswissenschaften an den Universitäten in Heidelberg, Berlin und Marburg, ließ sich als Rechtsanwalt und Notar in Frankfurt nieder und wurde im Jahre 1900 Vorstandsmitglied der Frankfurter Pfandbriefbank und leitete deren Hypothekenabteilung. 1918 wurde ihm der Titel Justizrat verliehen.
Von 1933 an leitete er die bei der IHK Frankfurt eingesetzte Gütestelle zur Vermittlung zwischen notleidenden Hausbesitzern und ihren Hypothekengläubigern.

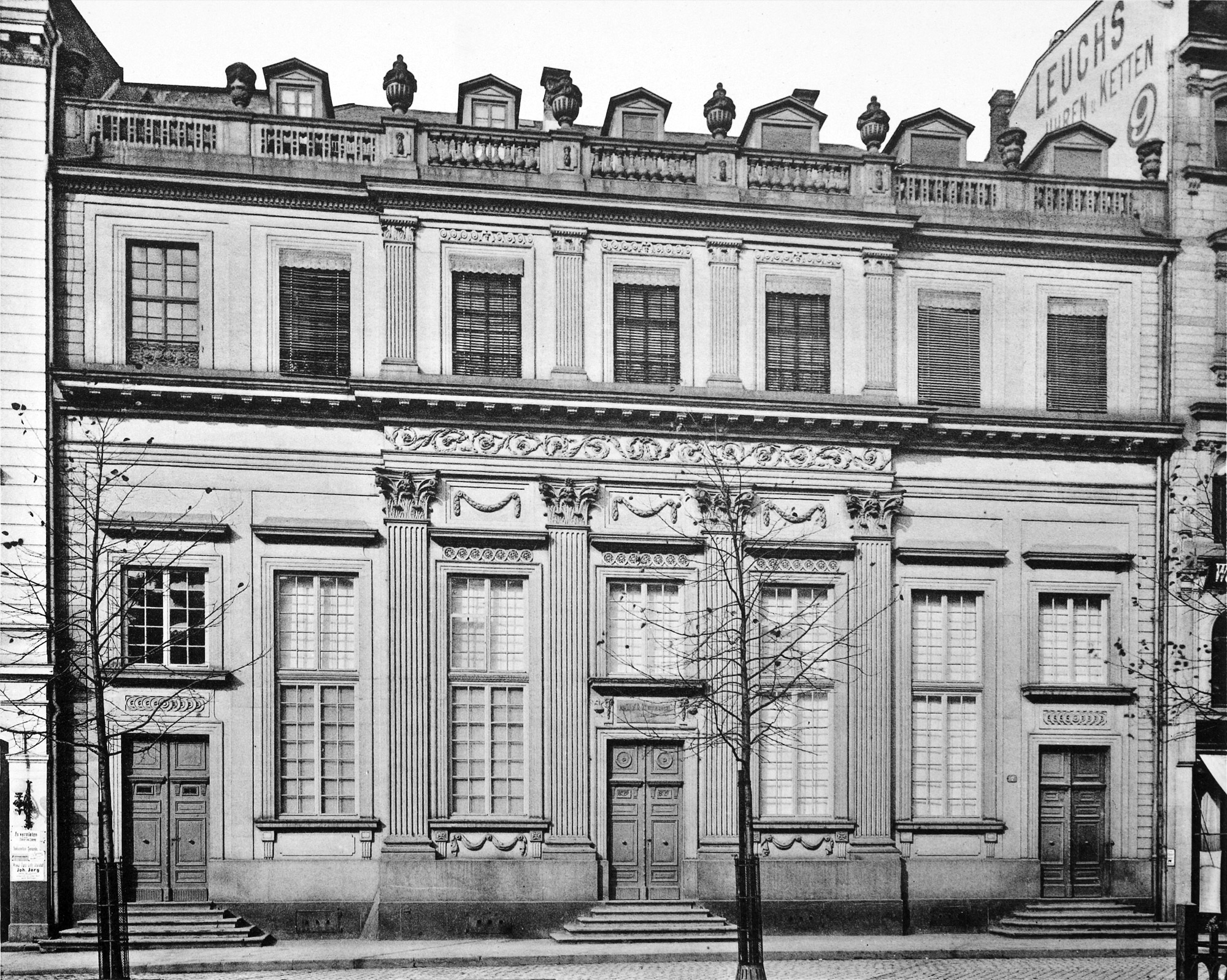
Die französisch-reformierte Kirche am Goetheplatz

In der Französisch-reformierten Gemeinde Frankfurt betätigte er sich als Diakon und war Ältester bzw. Präses-Ältester der Gemeinde. In dieser Funktion ermöglichte er, dass in den Räumlichkeiten der reformierten Kirchengemeinde das illegale Predigerseminar der Bekennenden Kirche gegründet wurde. Außerdem bot er die Möglichkeit, in der Kirche Bekenntnissynoden und Pfarrertagungen abzuhalten.
In der NS-Zeit engagierte er sich in der Bekennenden Kirche, der Oppositionsbewegung gegen die von den Nationalsozialisten durchgeführte Gleichschaltung der evangelischen Kirchen.
1935 verfasste er das Rechtsgutachten Die Rechtslage der Evangelischen Landeskirche in Hessen-Nassau, das als Manuskript vorlag und von der Gestapo beschlagnahmt wurde.
In seiner Stellungnahme vom 22. April 1936 zu den Verordnungen über die Wiederherstellung des Rechtsfriedens sowie zur Dienststrafordnung bezeichnete er die „Stabilisierung des Führerprinzips“ als „evangelischer Ordnung widersprechend“ und lehnte den sog. „Ariernachweis“ als „kirchlich grundsätzlich unmöglich“ ab.
Er war Justitiar des am 3. November 1934 gegründeten Landesbruderrats für Hessen-Nassau. Dieser wurde von Mitgliedern der Bekennenden Kirche in den zerstörten evangelischen Landeskirchen gebildet und war ein Gegenpart zu den Kirchenführern, die von den NS-Machthabern abhängig waren.
Als Mitglied im Landeskirchenrat und im reformierten Kirchenausschuss setzte er sich auf der Grundlage der Barmer Erklärung vom 31. Mai 1934 mit den Funktionären der Landeskirche Hessen und Nassau auseinander.
Sein wissenschaftliches Interesse galt der Frankfurter Heimatgeschichte und der italienischen Literatur. So fanden seine Forschungen zu den Werken von Dante Alighieri internationale Anerkennung. Er veröffentlichte den von Heinrich Mylius der Frankfurter Stadtbibliothek gestifteten Frankfurter Codex von Dantes Göttlicher Komödie. Außerdem übersetzte er Werke von Giosuè Carducci, Monaldo Leopardi und Damiano Chiesa, der ein italienischer Irredentist war.
Sein Sohn Franz Ludwig Schmidt-Knatz war Jurist und Präsident der Polytechnischen Gesellschaft.

## Ehrungen
- 1943 Plakette der Stadt Frankfurt  für kulturelle Verdienste
- 1945 Ehrenpräses der Französisch-reformierten Gemeinde
- 1948 Ehrenmitglied des Frankfurter Vereins für Geschichte und Landeskunde